# 印度草木犀
印度草木犀（学名：Melilotus indicus）为豆科草木犀属下的一个种。